# Jes Sanddal Lindholt
Jes Sanddal Lindholt (født 17. juli 1963) er en dansk speciallæge i karkirurgi, dr.med., ph.d. og professor ved Forskningsenheden for Hjerte-, lunge- og karkirurgi under Klinisk Institut ved Syddansk Universitet og Odense Universitetshospital. Han er desuden er leder af Det Kardiovaskulære Excellence Center (CAVAC) i Region Syddanmark.
Jes Sanddal Lindholt blev student fra Randers Statsskole i 1982 og var i 1986-1990 medejer af spillestedet Café von Hatten og medarrangør af festivalen Randers Rock 1989-2000.. Han blev cand.med. fra Aarhus Universitet i 1990. Herfra blev han også ph.d. (1998) og dr.med. (2010) på en afhandling om udposninger på hovedpulsåren (abdominalt aortaaneurisme).
Han har blandt andet arbejdet som associeret professor og overlæge i karkirurgi ved Viborg Sygehus 2004-2011, som professor og adjungeret professor i vaskulær epidemiologi ved Aarhus Universitet inden han i 2012 kom til Syddansk Universitet og Odense Universitetshospital som professor.
Ved siden af sit virke er han medlem af Forskningsrådet på Odense Universitetshospital, medlem af Hjerteforeningens forskningsudvalg og medlem af Sundhedsstyrelsens rådgivende organ om nationale screeningsprogrammer.